# Ricky Hatton
Ricky Hatton (ur. 6 października 1978 w Stockport) – angielski bokser. Dwukrotny były mistrz świata federacji IBF w kategorii lekkopółśredniej. Były mistrz świata federacji WBA w kategoriach lekkopółśredniej oraz półśredniej.
Ricky Hatton 5 czerwca 2005 roku pokonał przez TKO w 12 rundzie Kostya Tszyu i zdobył pas mistrza świata wagi jr.półśredniej IBF. Następnie stoczył pojedynek unifikacyjny z Carlosem Maussą. Ricky wygrał walkę  przez KO w 9 rundzie i zdobył pas WBA kategorii lekkopółśredniej. Po tym pojedynku Hatton zmienił kategorię wagową na półśrednią. 13 lutego 2006 roku Ricky Hatton pokonał po 12 rundach jednogłośną decyzją sędziów Luisa Collazo i zdobył pas WBA kategorii półśredniej. Następnie Hatton zwakował tytuł WBA i wrócił do kategorii lekkopółśredniej na walce z Juanem Urango. Hatton wygrał jednogłośną decyzją i zdobył tytuł IBF. Następnie stoczył wygrany pojedynek przez KO w 4 rundzie nad  Jose Luisem Castillo. Ricky zdobył pas IBO i WBC interim.  
Niepokonany do 8 grudnia 2007, kiedy to uległ przez techniczny nokaut Floydowi Mayweatherowi w 10. rundzie, w walce o tytuł mistrza świata federacji WBC w kategorii półśredniej. Po porażce z Floydem Mayweatherem stoczył pojedynek z Juanem Lazcano z którym wygrał na punkty zdobywając pas mistrza świata IBO.Po walce z Lazcano zmienił trenera na Floyda Mayweathera Sr. i 11 listopada 2008 roku stoczył wygrany pojedynek przez TKO w 11 rundzie z Paulim Malignaggim. Kolejną walkę przegrał z Mannym Pacquiao 2 maja 2009 w 2. rundzie przez ciężki nokaut. 7 lipca 2011 po dwóch latach przerwy Hitman dla radia BBC oficjalnie potwierdził przejście na emeryturę.
24-go listopada 2012 roku w Manchesterze Ricky Hatton powrócił po ponad trzech latach przerwy i zmierzył się z Wjaczesławem Senczenką, aby udowodnić sobie czy jest w nim jeszcze stary "Hitman". Jednak przegrał w dziewiątej rundzie przez nokaut, po mocnym ciosie w wątrobę. Po tej przegranej Ricky Hatton przeszedł ostatecznie na emeryturę.
Jest kibicem Manchesteru City, którego graczem był jego ojciec, Ray Hatton. Do ringu wchodził przy aranżacji piosenki "Blue Moon", będącej nieoficjalnym hymnem tego klubu.